# Margaret Erskine

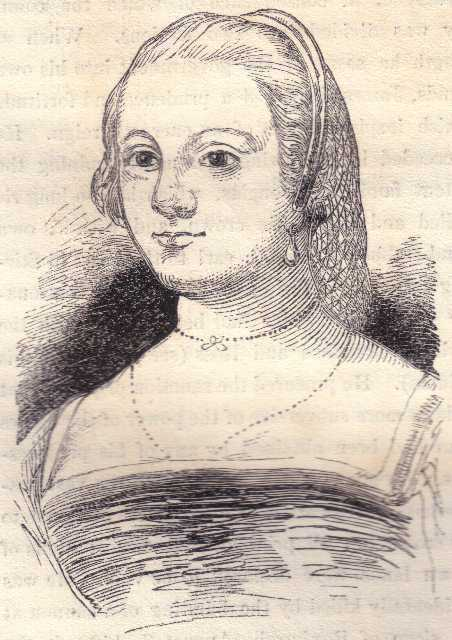
Margaret Erskine

Margaret Erskine († 5. Mai 1572) war eine schottische Adlige und die Mätresse von König Jakob V.

## Leben
Margaret war die Tochter von John Erskine, 5. Lord Erskine und seiner Ehefrau Margaret Campbell. Im Jahre 1527 heiratete sie Sir Robert Douglas of Lochleven. Ihr Mann fiel bei der Schlacht bei Pinkie Cleugh (1547). Während ihrer Ehe war Margaret Erskine die Mätresse von König Jakob V. (1512–1542). Aus der Verbindung ging ein illegitimer Sohn, James Stewart, 1. Earl of Moray (1531–1570), hervor, der die Regentschaft Schottlands zwischen 1567 und 1570 führte. Ihr ältester ehelicher Sohn, William Douglas, 6. Earl of Morton (1540–1606), war Schlossherr von Loch Leven Castle während der dortigen Gefangenschaft Maria Stuarts 1567/68.